# Perognatins
Els perognatins (Perognathinae) són una subfamília de rosegadors de la família dels heteròmids. Conté dos gèneres vivents i tres d'extints. Les seves potes posteriors no són gaire més llargues que les anteriors. Viuen en zones àrides i semiàrides i poden passar molt de temps sense beure gràcies a unes adaptacions que els permeten conservar aigua.